# Der grüne Kaiser
Der grüne Kaiser ist ein 1938 gedrehter deutscher Abenteuerspielfilm des Theaterintendanten Paul Mundorf, dessen einziger Ausflug ins Filmgeschäft dies bleiben sollte. Gustav Diessl und René Deltgen spielen die Hauptrollen. Die Geschichte basiert auf einem Roman (1935) von Hans Medin.

## Handlung
Der südamerikanische Fazendero (Großgrundbesitzer) Henry Miller ist ein ziemlich skrupelloser Zeitgenosse. Er, den man wegen seines riesigen Landbesitzes im brasilianischen Urwald den „grünen Kaiser“ nennt, hat sich in Joana Martinez, die er bei sich daheim kennen gelernt hatte, verliebt und will sie unbedingt ihrem Verlobten, dem Flieger Jan Karsten, ausspannen. Er offeriert ihm via Joana ein Angebot, dass dieser nicht ablehnen kann, indem er den begabten Piloten mit einem Empfehlungsschreiben zu einem gewissen Hendrik Mylius nach Europa schickt. Dieser Mylius ist aber in Wirklichkeit niemand anderes als Miller selbst, wovon allerdings weder Joana noch Jan etwas ahnen. Als der Flieger sich in der Ferne bei Mylius vorstellt, erkennt er in ihm logischerweise nicht den ihm unbekannten Henry Miller. Miller gibt vor, sehr daran interessiert zu sein, dass Karsten ab sofort exklusiv für ihn arbeitet, das heißt: er solle Mylius’ Hauspilot werden. Karsten nimmt freudestrahlend an, ist das gute Gehalt doch mehr als nur verlockend für ihn.
Bald gerät Mylius in Zahlungsschwierigkeiten, da seine Bank-Geldgeber ihm gegenüber Forderungen stellen, die er nicht mehr begleichen kann. Mylius / Miller beschließt, gleich zwei Fliegen mit einer Klappe zu schlagen: Er will untertauchen, um sich den finanziellen Problemen zu entziehen, andererseits aber auch Karsten loswerden, um nun Joana für sich allein zu haben. Miller entwickelt einen teuflischen Plan: Er besteigt mit Jan sein Flugzeug, um sich nach London fliegen zu lassen. Da während des Flugs ein Sturm aufkommt, lässt Mylius zwischenlanden. Er benutzt in diesem Moment, angeblich als Schießübung auf Möwen, seinen Revolver und feuert zwei Schüsse ab. Dann startet der Flieger wieder. Als Karsten in London ankommt, ist Mylius nicht mehr an Bord, dafür aber der Revolver, in dessen Lauf zwei Patronen fehlen. Mylius bleibt verschwunden, und die Polizei geht davon aus, dass der Pilot seinen Chef ermordet haben muss. Es kommt zu einem Prozess, bei dem Karsten zu drei Jahren Haft verurteilt wird.
Mylius kehrt indessen nach Brasilien zurück und wird wieder zum „grünen Kaiser“ Henry Miller. Nun hat er freie Bahn bei Joana, die, nachdem ihre Briefe an Jan unbeantwortet blieben, einwilligt, den um sie werbenden Miller zu heiraten. Der aber zeigt mehr und mehr Veränderungen in seinem immer liebloser werdenden Wesen, die Joana ängstigen. Wieder in die Freiheit entlassen, kontaktieren mehrere von Mylius betrogene Bänker Karsten und beauftragen ihn, der Spur des Finanzbetrügers Mylius nachzugehen. Man vermutet, dass der brasilianische Großgrundbesitzer Henry Miller etwas mit Mylius und dessen Betrügereien zu tun haben könnte. Jan findet heraus, dass Miller und seine Frau derzeit mit ihrer Jacht vor Nizza ankern und betritt das Schiff. Mylius / Miller ist nicht zugegen, sodass Jan sich mit Joana aussprechen kann. Plötzlich taucht der „grüne Kaiser“ auf, und beide Männer erkennen sich sofort. Es kommt zu einer Handgreiflichkeit, bei der Miller seinen Revolver zückt und schießt. In diesem Gerangel trifft der Schurke sich selbst und stirbt. Erneut wird Karsten vor Gericht gestellt, doch trotz allen Bemühens seitens des Staatsanwalts wird Jan diesmal freigesprochen: Er kann nicht für ein und dasselbe Verbrechen, nämlich den Mord an Hendrik Mylius alias Henry Miller, zweimal verurteilt werden. Er und Joana können nun eine gemeinsame Zukunft beginnen.

## Produktionsnotizen
Die Dreharbeiten zu Der grüne Kaiser begannen am 31. August 1938 und endeten im Oktober desselben Jahres. Die Uraufführung erfolgte am 13. Februar 1939 in Wien. Die Berliner Premiere war am 28. Februar 1939 im Tauentzienpalast.
Die Herstellungskosten beliefen sich auf moderate 541.000 Reichsmark.
Produzent Karl Schulz übernahm auch die Herstellungs- und Produktionsleitung. Die Filmbauten stammen von Erich Kettelhut. Die Musiktexte zu Hans Eberts Komposition lieferte Bruno Balz.

## Kritiken
Die Kritik fand nur wenig freundliche Worte für Mundorfs singulären Abstecher in die Welt der Kinematografie.
Mundorf und von Cziffra „schufen einen der Streifen, der der ‘üblichen Filmunterhaltung‘ diente bzw. dienen sollte. Der Film brachte „eine unwahrscheinliche Menge Unwahrscheinlichkeiten“, scherzte die Betrachtung. (…) Auch die kriminalistische Spannung schien der Regisseur nicht den entscheidenden Wert zu legen. Gustav Dießl als der internationale Großschieber, René Deltgen, der zweimal wegen Totschlags unschuldig auf der Anklagebank sitzen musste, und Carola Höhn (mit der nicht nur in Deutschland verspotteten Badewannenszene, in der sie ‘etwas Unerlaubtes‘ zeigte) waren die darstellerischen Säulen dieses kitschigen Filmes.“
Bereits bei der Premiere 1939 kritisierte der Film-Kurier: „Allerdings hat der Roman Hans Medins in der starken Veränderung von Geza von Cziffras Drehbuchbearbeitung in psychologischer Hinsicht vieles von seinem ursprünglichen Reiz verloren.“
Der Filmdienst urteilte: „Verworrener Abenteuer- und Kriminalfilm mit tränentreibender Liebesgeschichte und sanftem Nervenkitzel.“